# Feldaist
Die Feldaist ist ein 52 km langer Fluss im oberösterreichischen Mühlviertel.

## Lauf
Sie entspringt in der Nähe der Kirche St. Michael in Oberrauchenödt (Gemeinde Grünbach) in einer Seehöhe von 880 Metern, östlich der Bezirkshauptstadt Freistadt, und fließt in einem nordwestlichen Bogen nach Rainbach. Im Gegensatz zur etwas längeren östlich gelegenen Waldaist (56 km) hat die westlich gelegene Feldaist keine Quellflüsse.
Der anschließende Abschnitt bis Freistadt nennt sich Thurytal, verläuft dann weiter in südlicher Richtung, vorbei an Kefermarkt und Pregarten, und vereinigt sich bei Hohensteg in der Gemeinde Schwertberg mit der von links kommenden Waldaist zur Aist, welche schließlich in die Donau mündet. Die Feldaist entwässert ein Gebiet von 265,5 km².

## Zuflüsse
Die bedeutendsten Zuflüsse sind wohl der Edlbach, die Jaunitz, die Feistritz, der Lester Bach und die Flanitz.
Umfassendere Auswahl der Zuflüsse von der Quelle zur Mündung:
- Edlbach, von rechts nahe dem Stubenhof von Rainbach im Mühlkreis-Kerschbaum
- Kerschbaumer Bach, von rechts
- Lackerbach, von rechts vor Rainbach im Mühlkreis
- Prembach oder Lichtenauerbach, von links nahe Grünbach-Helbetschlag
- Grünbach, von links nahe Grünbach-Radlesgut
- Schlager Bach, von links vor Freistadt
- Bockauer Bach, von rechts in Freistadt
- Manzenreither Bach, von links gegenüber Freistadt
- Mitterbauerbach, von links
- Jaunitz, von rechts am Ortsende von Freistadt
- Galgenbach, von rechts bei Freistadt-Galgenau
- Walchshoferbach, von links an der Pührmühle bei Lasberg-Grub
- Krumpmüllerbach, von links an der Krumpmühle bei Grub
- Feistritz oder Feistritzbach, von links an der Haltestelle Lasberg-St. Oswald
- Grieblerbach, von links bei Lasberg-Siegelsdorf
- Lester Bach, von rechts nach Kefermarkt
- Flanitz oder Flanitzbach oder Elmbergerbach, von links nahe Kefermarkt-Harterleiten
- Dambach, von links nahe Pregarten-Wörgersdorf
- Wörgersdorfer Bach, von links nahe Wörgersdorf
- Mahrersdorfer Bach, von rechts nach der Wintermühle bei Hagenberg im Mühlkreis-Mahrersdorf
- Silberbach, von links nahe Pregarten-Silberbach
- (Bach von Stockwies), von rechts gegenüber der Giemböcksiedlung von Pregarten-Aist
- (Bach von Hinterarnberg), von rechts nahe Ried in der Riedmark-Aistbergthal

## Orte an der Feldaist
- Grünbach
- Rainbach im Mühlkreis
- Freistadt
- Kefermarkt
- Hagenberg im Mühlkreis
- Pregarten
- Wartberg ob der Aist
- Schwertberg

## Flora und Fauna, Landschaftsschutzgebiet Feldaisttal
1986 wurde der Abschnitt des Feldaisttales zwischen den Gemeinden Wartberg ob der Aist und Pregarten zum ersten Landschaftsschutzgebiet Oberösterreichs erklärt (Feldaisttal lsg01), mit 45 Hektar.
In der Feldaist hauptsächlich vorkommende Fischarten sind: Bachforelle, Bachsaibling, Äsche und Döbel.

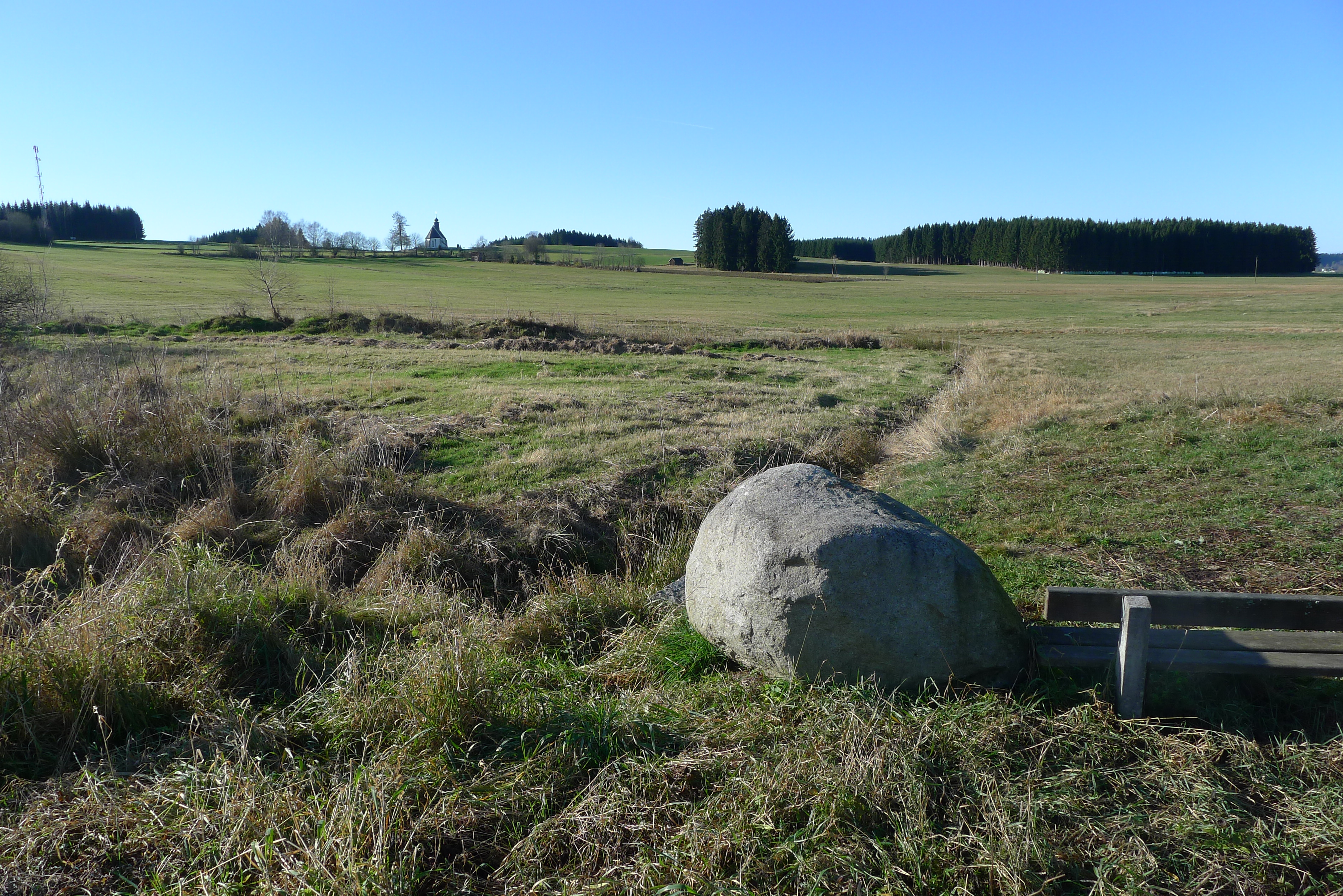
Quellgebiet der Feldaist in Grünbach, im Hintergrund die Kirche St. Michael
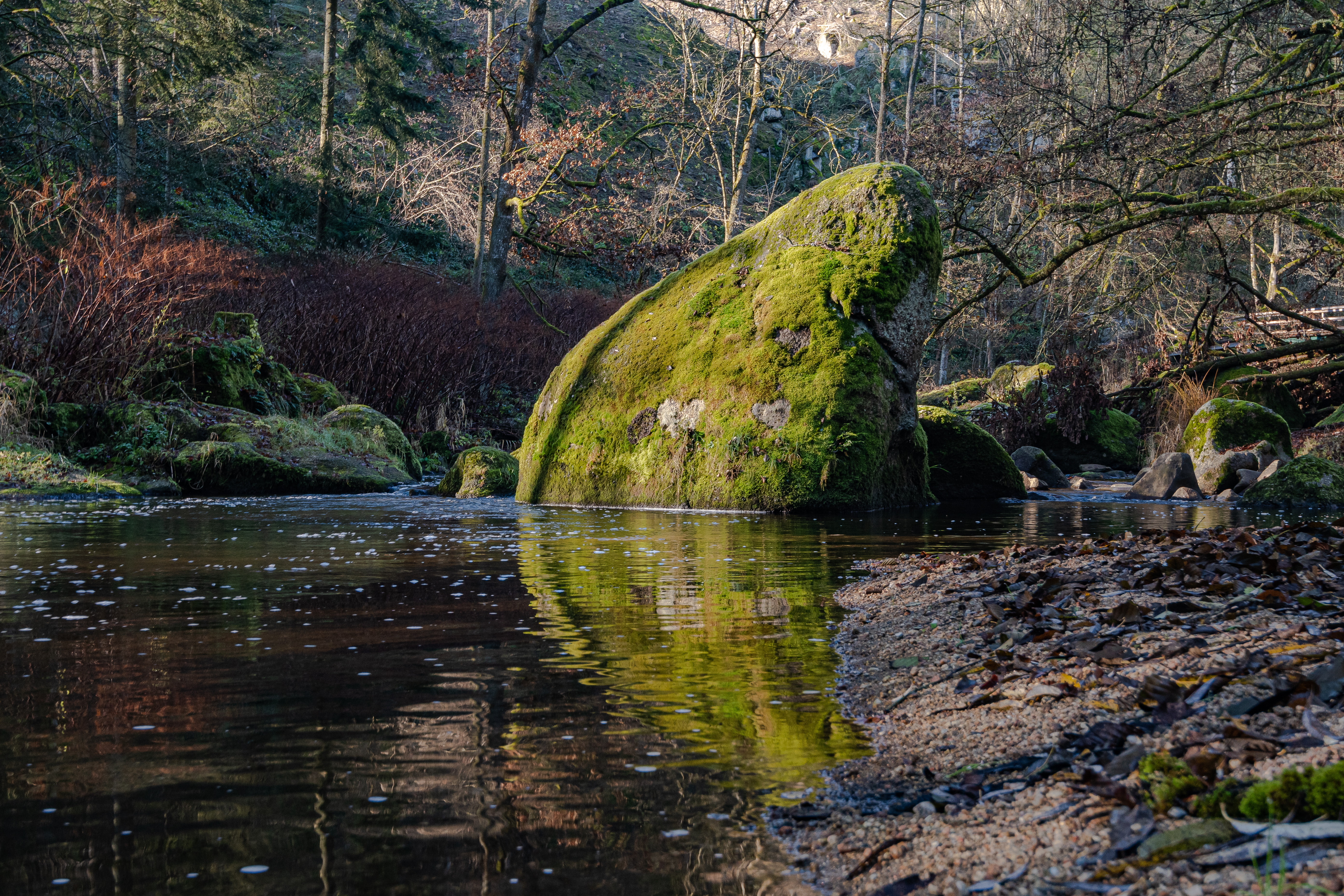
Felsnase in der Feldaist
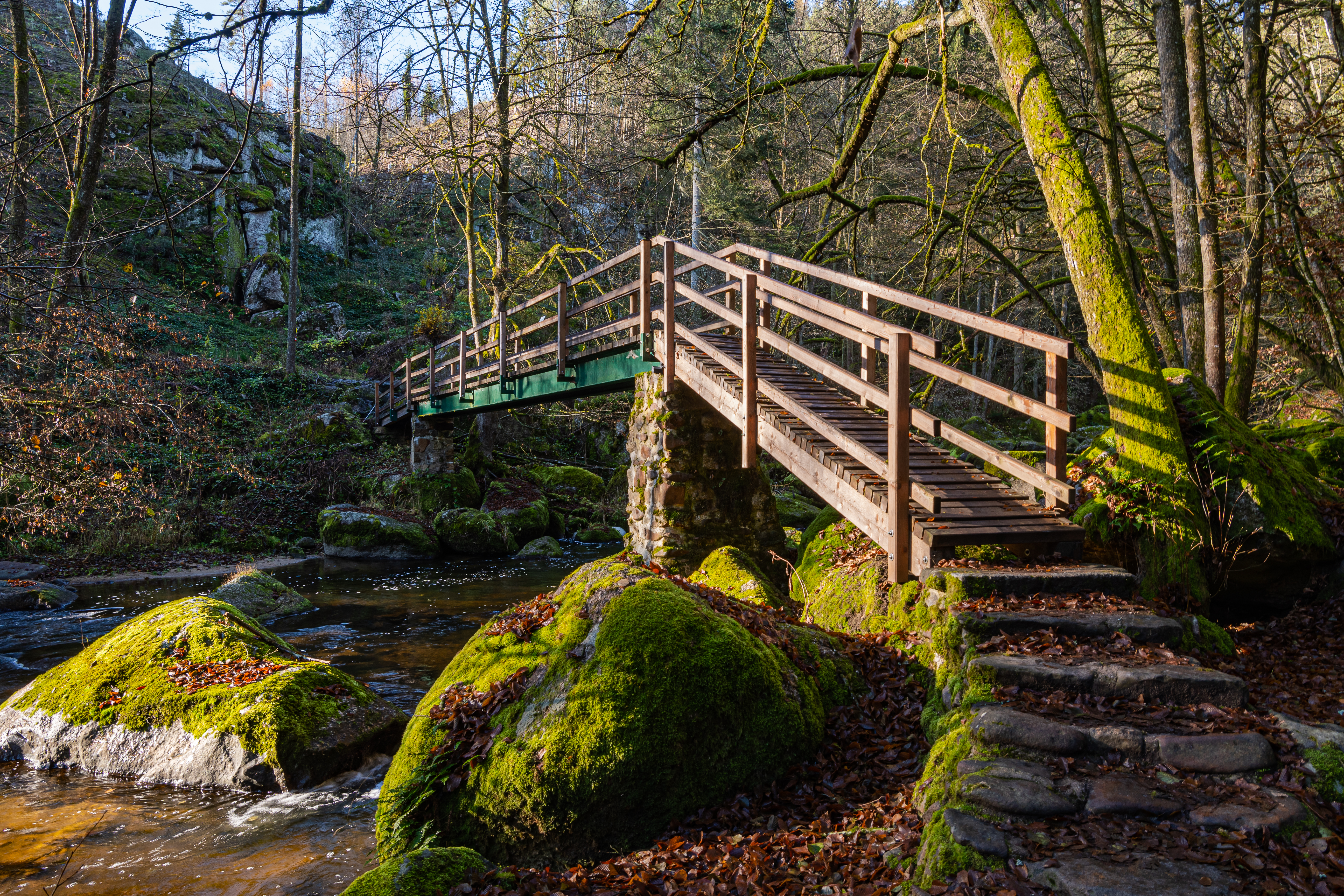
Jahnsteg in Pregarten
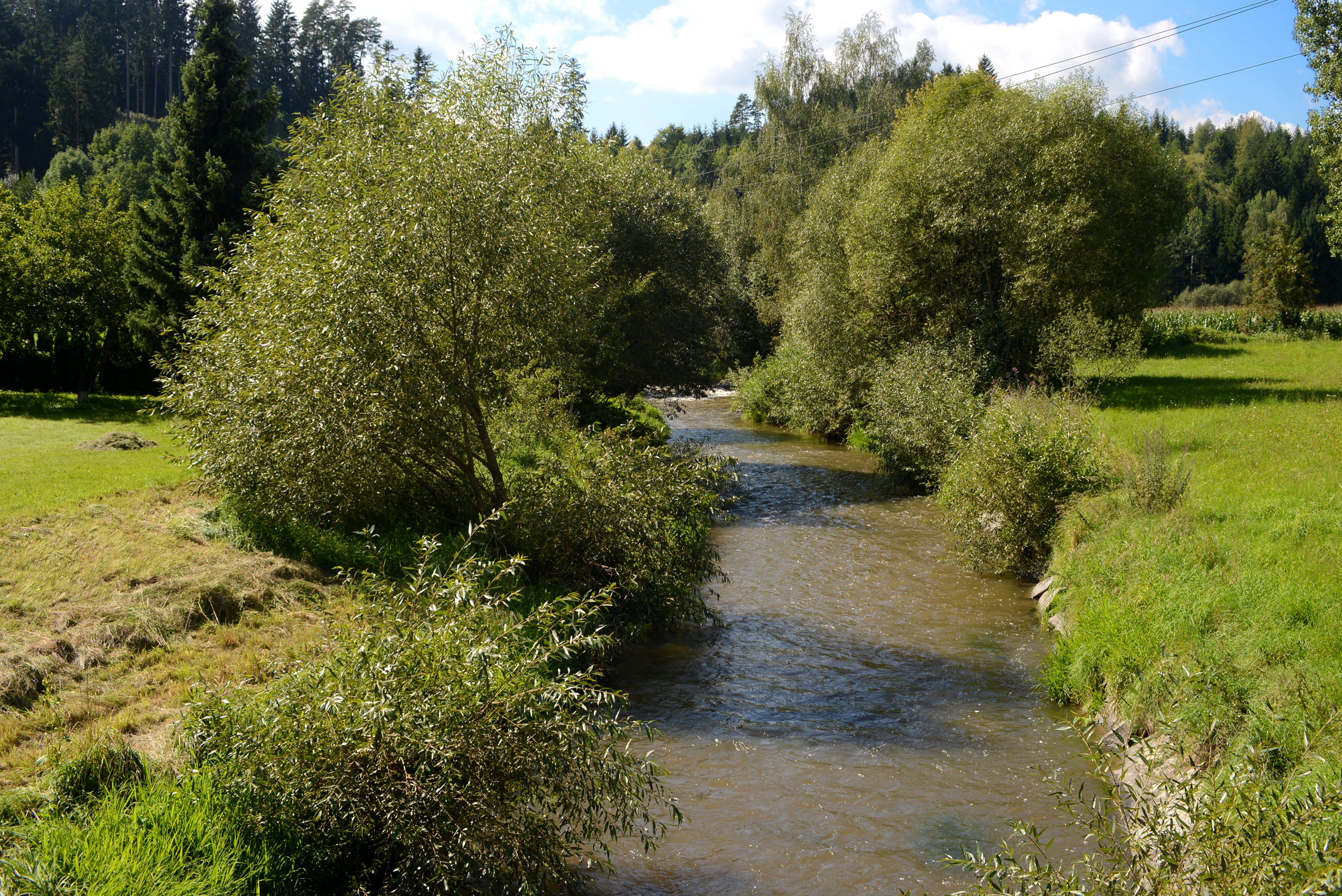
Nahe der Aumühle in Kefermarkt

## Verkehr und Wanderwege
Die Feldaistsenke war bereits in vorhistorischer Zeit eine natürliche Verkehrsfurche zwischen Donau und Moldau, wie jungsteinzeitliche, bronzezeitliche und hallstättische Funde bezeugen.
Durch das Feldaisttal im Bereich zwischen Pregarten und Kefermarkt führt auch die Trasse der Summerauer Bahn.
Zwischen Kefermarkt und der Kriehmühle bei Wartberg verläuft ein Wanderweg entlang der Feldaist.

## Film
- Herbert Hanz: Das Feldaisttal –  Vom Ursprung der Feldaist bis zur Mündung in die Donau – Sehenswürdigkeiten und Naturschönheiten. 107 min, DVD erhältlich beim Gemeindeamt Grünbach (Oberösterreich).